# 桶盤玄武岩石柱

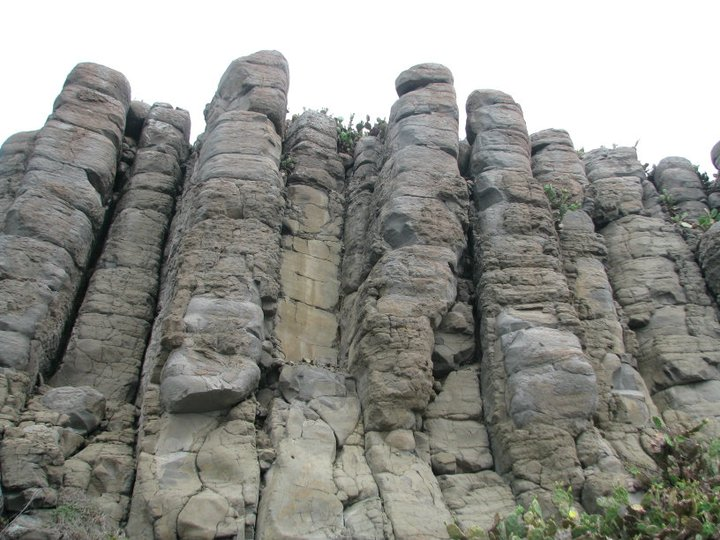
桶盤嶼玄武岩石柱

桶盤玄武岩石柱為澎湖縣桶盤嶼離島中矽質石柱群最為壯觀，譬為澎湖黃石國家公園。

## 形成
火山熔岩中玄武岩岩質為黏度最小，經常形成平坦的方山地形，熔岩冷卻收縮後，會與附近岩石的垂直面形成柱狀節理，龜裂成五角或六角形，此種直立於地表的垂直柱狀節理，除北側港口外，環繞著盤桶嶼的四周圍。

## 石柱
- 於中新世中期－1470萬年前及1080萬年前分別湧出地表。
- 高度平均高約二十公尺，寬至一點五公尺；環島達三百柱以上。
- 石柱崖頂長年經風化和侵蝕，逐漸形成緩和滑順的圓型。

## 其他特別地質
- 蓮花石：火山熔岩口同心圓排列的玄武岩岩質。
- 貓公石：海蝕作用產生的蜂窩岩。
- 蕈狀岩群
- 壺穴群